# Милиција (кратки филм)
„Милиција ” је југословенски кратки филм први пут приказан 10. фебруара 1956. године. Режирао га је Сава Мрмак који је написао и сценарио.

## Улоге
| Глумац           | Улога     |
| ---------------- | --------- |
| Боривој Мирковић |           |
| Олга Нађ         |           |
| Јанез Врховец    | Инспектор |